# Lalola (sèrie de televisió d'Espanya)
Lalola va ser una telenovel·la espanyola produïda per Zebra Producciones per al canal Antena 3, adaptant la sèrie original argentina homònima. La sèrie es va estrenar el 6 de juliol de 2008 amb una emissió especial en prime time i, a partir del 7 de juliol, va passar a emetre's diàriament en horari de sobretaula.
Encara que la sèrie completa constava de 160 capítols, finalment Antena 3 va emetre 138, resumint els últims 28 en sis lliuraments. L'últim episodi es va emetre el 26 de gener de 2009. Posteriorment, els últims capítols íntegres es van emetre a Antena.Nova.

## Argument
Lalola relata la història de Gonzalo Lalo Padilla (Benito Sagredo), un faldiller incorregible al qual una ex amant despitada, Romina, (Natasha Yarovenko) transforma en dona com a venjança. A partir d'aquí, Lalo serà Lola (Marina Gatell): una dona que haurà de sofrir en carn pròpia els prejudicis masclistes que tenia quan era home. Lola buscarà desesperadament a Romina, amb l'esperança de recuperar la seva veritable identitat.
L'home atrapat en la pell d'una dona comença a descobrir el seu costat més sensible i comprensiu, alguna cosa que ni s'atrevia a reconèixer com Lalo.
Com aquest era un seductor masclista i misogin; ara com Lola, i amb el suport incondicional de Paula (Olalla Escribano), comença a comprendre el que significa ser dona. En aquest sentit, comença a acceptar el que abans va menysprear.
El "descobriment" de Sergio (Octavi Pujades), algú al qual abans Lalo menyspreava, l'ajuda a materialitzar aquest canvi. Però no de manera automàtica i gratuïta: l'home que porta dins es veu profundament descol·locat per l'atracció que sent cap a un altre home, encara que gradualment la dona s'obre pas i acaba per reconèixer els seus sentiments cap a Sergio.

## Guionistes
Aurora Guerra, Francisco Dianes, Miguel Peidro, Susana Prieto, Santiago Tabuenca, Ana Peña, David Mataro, Cira Valiño, José A. López, Fanny Mendaña, Luis Arranz Cordero, Miguel del Arco, Juan Vicente Pozuelo, José Luis Latasa, Joseba Espesa, Ruth García y Nacho Cabana.

## Repartiment

### Protagonistes
- "Lola" Padilla - Marina Gatell
- Gonzalo "Lalo" Padilla - Benito Sagredo
- Sergio Peiró - Octavi Pujades
- Paula Batalla - Olalla Escribano
- Romina Yarovenko - Natasha Yarovenko

### Família Aguirre
- Fulgencio Aguirre Cañete- Xavier Serrat
- Carolina "Carol" Uriarte de Mendoza - María Kosty
- Natalia Aguirre Uriarte - Daniela Costa

### Treballadors de la ràdio
- Martín Pescador - Guillermo Romero
- Juan Manuel "Boogie" - Adrián Lastra
- Olga Casado - Olalla Moreno
- Serafín - Eduardo del Olmo
- César Pescador (germà bessó de Martín) - Guillermo Romero

### Treballadors de K_Roll
- Mateo Celaya - Joaquín Hinojosa
- Gustavo Hiniesta - Ignasi Vidal
- Victoria Tarradellas - Lilian Caro
- Patricio "Pato" - David Bages
- Sofía Salmerón - Raquel Pérez
- Julia "Julita" Méndez - Carolina Clemente
- Nicolás "Nico" Aboy - Santi Marín
- Gumersindo Perea "Tigre" - Daniel Moreno
- Bibiana "Bibi" - Mónica Pérez

## Capítols i audiències
| Temporada | Temporada | Episodis | Estrena             | Final               | Audiència mitjana | Audiència mitjana | Audiència mitjana |
| Temporada | Temporada | Episodis | Estrena             | Final               | Espectadores      | Cuota             |                   |
| --------- | --------- | -------- | ------------------- | ------------------- | ----------------- | ----------------- | ----------------- |
|           | 1         | 160      | 6 de juliol de 2008 | 26 de gener de 2009 | 1571000           | 13,3%             |                   |

## Banda sonora
La cançó d'obertura de la novel·la es diu "Enamorada" i està interpretada pel grup argentí "Miranda!". És la mateixa cançó que a la novel·la original. Aquesta cançó també és usada per a finalitzar i mostrar part del capítol següent.